# Diskusprolaps
En diskusprolaps er en ryglidelse, hvor en udposning af kernen i en diskus presser mod rygmarvskanalen.

## Symptomer
- Smerter er det hyppigste symptom. Smerterne vil ofte starte ved prolapsen og stråle ud langs med enkelte nerver, fx ud i en arm eller et ben. Omkring halvdelen af ukomplicerede prolapser giver ikke symptomer.
- Ved påvirkning af nerver eller nerverødder ses føleforstyrrelser, følelsesløshed, lammelser i arme eller ben og nedsatte senereflekser
- I lænderyggen spreder nerverne til bækkenet og benene fra rygmarven som en hestehale, der kaldes cauda equina. Hvis der kommer tryk på cauda equina kan der opstå cauda equina syndrom med lammelse, føleforstyrrelser og smerter i benene, samt afføringsproblemer, vandladningsproblemer (retention) og hos mænd impotens.

## Behandling

### Konservativ behandling
Diskusprolaps kan i langt de fleste tilfælde (90%) behandles via konservativ behandling. Dette kan bestå af smertebehandling, styrketræning, funktionstræning, patientundervisning, afspænding og kognitiv-adfærdsterapi. Ofte vil man bruge kombinationer, der tilpasses til den enkelte patient .
Der er god evidens for effekten af tværfaglige bio-psyko-sociale rehabiliteringsprogrammer, der indeholder mange af de overstående elementer. Patienterne skal have 80-100 timers behandling fordelt over 2-3 måneder for, at have effekt. Til gengæld ses der betydelig forbedring på både smerter, funktionsniveau og velvære .

### Kirurgisk behandling
Hvis der er risiko for varig skade på nerverne kan det blive nødvendigt, at fjerne udposningen ved operation. Hos patienter, der ikke har nervepåvirkning, har operation en hurtigere (indenfor to mdr.) effekt på smerterne sammenlignet med konservativ behandling. Efter et år er der derimod ingen forskel mellem de to behandlinger og fordelen ved at operere bliver derfor ophævet af risikoen for komplikationer .
Der skal opereres i disse situationer:
- Der skal opereres snarligt eller øjeblikkeligt (inden for 6-12 timer), hvis der er symptomer på tryk på rygmarven.
- Snarlig eller øjeblikkelig operation ved svær eller tiltagende lammelse.
- Hvis der er manglende kontrol over vandladning og afføring, kræver det øjeblikkelig behandling.

### Medicinsk behandling
I øjeblikket er der forskning i gang om en mulig behandling med antibiotika ved en diskusprolaps. Forsker Hanne Albert og radiolog Joan Solgaard fremlagde i maj 2013 en række forskningsresultater, der viste, at antibiotika kan have en positiv effekt på smerterne ved modic-forandringer, der kan forekomme et år en diskusprolaps. Bakterien Propionibacterium acnes, der også er med til at give bumser, er med til at skabe modic-forandringerne. Det er så disse, man kan slå ihjel med en tre måneders antibiotikakur.
Resultaterne er dog meget omdiskuteret, da forskningen baserer sig på indirekte beviser. Derfor kræves der mere forskning før antibiotika, som behandling af rygsmerter, bliver en realitet. Glostrup Hospitals videncenter for Reumatologi og Rygsydomme vil i løbet af de næste par år gennemføre flere undersøgelser for at be- eller afkræfte Hanne Alberts forskning på Rygcenter Sydddanmark.